# Objaw Ladina
Objaw Ladina – objaw należący do objawów prawdopodobnych wczesnej ciąży. Polega na łatwości zgięcia macicy na granicy szyjki i trzonu.